# Not Gonna Get Us
A Not Gonna Get Us (oroszul cirill betűkkel: „Нас Не Догонят”; magyarul: „Nem kapnak el minket” – "Nem érnek utol") a t.A.T.u. második angol dala az angol debütáló albumról, a 200 km/h in the Wrong Lane-ről, amely 2003-ban jelent meg.

## Videóklip
A klip az orosz videó szerkesztett verziója. A videó Lena és Julia rendőrségi fotóival kezdődik. Ők közben kint futnak a havas környezetben, ahol lopnak egy nagy teherautót, azzal keresztülszáguldanak egy repülőtéren, és áttörnek egy kerítést, miközben énekelnek.
A két lány később a hófödte Szibériában száguld. Közben elgázolnak egy építési munkást, akit Ivan Sapovalov játszik. Eközben a lányok családi fotóit mutatják. A videóklip végén a lányok megölelik egymást a lángoló teherautó tetején. A felvételeket Ivan Sapovalov irányította.

## Slágerlisták

### Egyesült Államok
CD-dalok
1. Not Gonna Get Us (Dave Aude's Extension 119 Club Vocal Mix)
2. Not Gonna Get Us (Dave Aude's Extension 119 Vocal Edit Mix)
3. Not Gonna Get Us (Larry Tee Electroclash Mix)
4. Not Gonna Get Us (Richard Morel's Pink Noise Dub Mix)
5. Not Gonna Get Us (Richard Morel's Pink Noise Vocal Mix)
6. Not Gonna Get Us (Richard Morel's Pink Noise Vocal Edit Mix)
7. Not Gonna Get Us (Dave Aude's Velvet Dub Mix)
8. Not Gonna Get Us (Dave Aude's Extension 119 Club Dub Mix)

CDr, Promo
1. Not Gonna Get Us (Dave Audé's Extended Vocal Mix)
2. Not Gonna Get Us (Dave Audé's Vocal Edit)
3. Not Gonna Get Us (Dave Audé's Extended Dub)
4. Not Gonna Get Us (Dave Audé's Big Dub)
5. Not Gonna Get Us (Larry Tee Electroclash Mix)
6. Not Gonna Get Us (Larry Tee Electroclash Instrumental)
7. Not Gonna Get Us (Richard Morel's Pink Noise Vocal Mix)
8. Not Gonna Get Us (Richard Morel's Pink Noise Dub)
9. Not Gonna Get Us (Richard Morel's Pink Noise Edit)
10. All The Things She Said (Running And Spinning Mix)
11. All The Things She Said (Original Version Extended Mix)
12. All The Things She Said (Blackpulke Remix)

2 x album
1. Not Gonna Get Us (Extension 119 Club Vocal)
2. Not Gonna Get Us (Dave Aude's Ext. 119 Vocal Edit)

1. Not Gonna Get Us (Larry Tee Electroclash Mix)
2. Not Gonna Get Us (Richard Morel's Pink Noise Dub)

1. Not Gonna Get Us (Richard Morel's Pink Noise Vocal Mix)
2. Not Gonna Get Us (Richard Morel's Pink Noise Edit)

1. Not Gonna Get Us (Dave Aude's Velvet Dub)
2. Not Gonna Get Us (Extension 119 Club Dub)

CDr, Promo
1. Not Gonna Get Us (E-Smoove Banga Mix)
2. Not Gonna Get Us (Thick Dick Vocal)
3. Not Gonna Get Us (Thick Dick Banga Dub)

CD, Promo
1. Not Gonna Get Us (Radio Edit 01)
2. Not Gonna Get Us (Radio Edit 02)

CDr, Promo
1. Not Gonna Get Us (Pitched Down Mix Radio Edit)
2. Not Gonna Get Us (Pitched Down Mix Radio Edit)

Album, Promo
1. Not Gonna Get Us (E-Smoove Banga Mix)
2. Not Gonna Get Us (Album verzió)

1. Not Gonna Get Us (Thick Dick Vocal)
2. Not Gonna Get Us (Thick Dick Banga Dub)

### Spanyolország
Promo CD
1. Not Gonna Get Us (Rádió verzió)
2. Not Gonna Get Us (Album verzió)

### Európa
Album, Promo
1. Not Gonna Get Us (Dave Audé's Velvet Dub)
2. All The Things She Said (Running And Spinning Mix)

Enhanced CD-Single
1. Not Gonna Get Us (Rádió verzió)
2. Not Gonna Get Us (Dave Aude's Extension 119 Vocal Edit)
3. All The Things She Said (DJ Monk Breaks Mix)
4. All The Things She Said (Blackpulke Remix)
5. Not Gonna Get Us (Videó)

CD-dal
1. Not Gonna Get Us (Rádió verzió)
2. Not Gonna Get Us (Dave Aude's Extension 119 Club Vocal Edit)

### Ukrajna
CD, Promo
1. Not Gonna Get Us (Rádió verzió)

1. Not Gonna Get Us (Rádió verzió)
2. Ne Ver', Ne Boisya, Ne Prosi
3. All The Things She Said (Running & Spinning Mix)
4. Not Gonna Get Us (Videó)

CD-dal
1. Not Gonna Get Us (Dave Aude Extension 119 Club Vocal)
2. Not Gonna Get Us (Richard Morel Pink Noise Vocal Mix)
3. Not Gonna Get Us (Rádió verzió)
4. All The Things She Said (Guena LG & RLS Extended Mix)

### Ausztrália
1. Not Gonna Get Us (Rádió verzió)
2. Not Gonna Get Us (Dave Aude's Extension 119 Vocal Edit)
3. All The Things She Said (DJ Monk Breaks Mix)
4. All The Things She Said (Blackpulke Remix)
5. Not Gonna Get Us (Videó)

### Egyesült Királyság
1. Not Gonna Get Us (Rádió verzió)
2. Ne Ver Ne Boisia (Eurovízió 2003)
3. All The Things She Said (Running and Spinning Mix)
4. Not Gonna Get Us (CD-ROM Videó)

Kazettán
1. Not Gonna Get Us (Rádió verzió)
2. All The Things She Said (Running and Spinning Mix)

### Japán
1. Not Gonna Get Us (Rádió verzió)
2. Not Gonna Get Us (Dave Aude's Extension 119 Vocal Edit)
3. All The Things She Said (Karaoke verzió)
4. Not Gonna Get Us (Videó)

### Franciaország
Album, Promo
1. Not Gonna Get Us (Generates-A-Yippee Mix By Guena LG & RLS)
2. Not Gonna Get Us (Hardrum Mix Re-Edit By Guena LG & RLS)

1. Not Gonna Get Us (Extension 119 Remix)
2. Not Gonna Get Us (Original Version Extended Mix By Guena LG & RLS)

## Eladások
| Ország             | Minősítés (Ha van) | Eladás |
| ------------------ | ------------------ | ------ |
| Ausztrália         | Arany              | 35,000 |
| Egyesült Királyság |                    | 15,500 |

## Helyezések
| Ország        | Helyezés |
| ------------- | -------- |
| Ausztrália    | 11       |
| Ausztria      | 5        |
| Finnország    | 3        |
| Franciaország | 18       |
| Olaszország   | 4        |
| Irország<     | 10       |
| Mexikó        | 9        |
| Új-Zéland     | 25       |

| Ország                | Helyezés |
| --------------------- | -------- |
| Norvégia              | 12       |
| Svédország            | 9        |
| Svájc                 | 18       |
| Spanyolország Top 40< | 24       |
| Tajvan Top 10         | 2        |
| Németország Top 40    | 21       |
| UK Singles Chart      | 7        |

### Év végi helyezés
| Ország             | Év   | Helyezés |
| ------------------ | ---- | -------- |
| Ausztria           | 2003 | 50       |
| Belgium (Flanders) | 2003 | 86       |
| Belgium (Wallonie) | 2002 | 45       |
| U.S. Billboard     | 2003 | 18       |
| UK                 | 2003 | 166      |

## Külső hivatkozások
- Not Gonna get Us -YouTube videó